# 千葉県道102号成田両国線

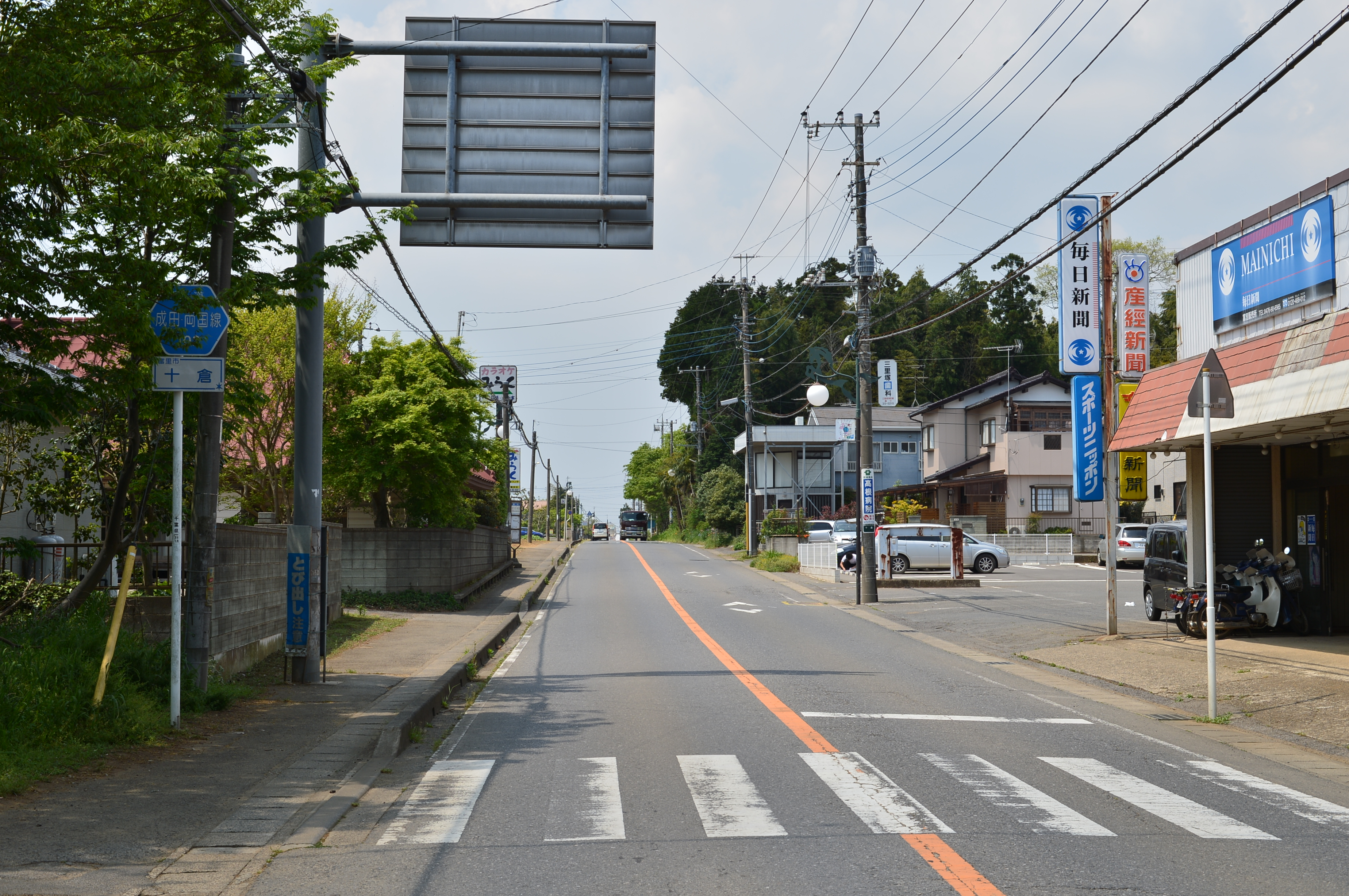
千葉県道102号成田両国線
富里市十倉（2015年5月）

千葉県道102号成田両国線（ちばけんどう102ごう なりたりょうごくせん）は、千葉県成田市と富里市を結ぶ一般県道。起点から富里市七栄北までは国道409号と重複している。

## 概要
建設にあたり、成田国際空港周辺整備のための国の財政上の特別措置に関する法律（成田財特法）による補助金のかさ上げの適用を受けている。
- 起点：成田市並木町（並木、国道51号交点）
- 終点：富里市十倉（両国、千葉県道43号八街三里塚線交点）
- 総延長：7.847 km[2]
- 重用延長：1.816 km
- 未供用延長：なし
- 実延長：6.031 km[2]

## 地理

### 通過する自治体
- 千葉県
- 成田市 - 富里市

### 交差する道路
- 国道51号（起点）
- 国道409号（起点 - 富里市・七栄北）
- 東関東自動車道富里インターチェンジ（富里市・富里IC交差点）
- 千葉県道106号八日市場佐倉線（富里市七栄）
- 国道296号（富里市・七栄東）
- 千葉県道43号八街三里塚線（終点）